# Sven Janzon
Sven August Joël Janzon, född 21 februari 1902 i Västerhaninge socken, död 7 augusti 1988 i Stockholm, var en svensk företagare.
Sven Janzon var son till förvaltaren Karl Joël Valfrid Janzon. Efter studentexamen i Stockholm 1920 samt studier vid Schartaus handelsinstitut och vid universitetet i London praktiserade han vid olika firmor i Sverige, Frankrike, Storbritannien och Tyskland innan han 1927 anställdes vid National kassa register AB i Stockholm. År 1928 blev Janzon sekreterare och chef för bolagets utlandsavdelning och organiserade dess Warszawakontor. Åren 1929–1932 var han direktör för bolagets avdelning i Baltikum. Janzon grundade 1933 AB Bröderna Janzons järnaffär i Stockholm, där han var VD. Han var styrelseledamot bland annat i Nordekshöfer Textilmanufaktur i Riga 1929–1932. Som ung var Janzon en framstående idrottsman och var senare verksam inom olika idrottsorganisationer, särskilt för ishockey. Han är begravd på Huddinge kyrkogård.